# Барби (филмови)
Барби (енгл. Barbie) је модна лутка коју производи америчка компанија играчака Метел који су рачунарском анимацијом учинили да постане глумица у анимираним филмовима. Иако се Барби појављује у мини-серијама и кратким филмовима још од 1987, филмови су званично почели 2001. са филмом Барби и Крцко Орашчић. Након првог уследили су тридесет и пет филмова, који су на паузи од 2017. Друга појављивања Барби као улоге биле су у филмовима као што су Метелова Моја сцена линија као и Прича о играчкама, али се не сматра делом франшиза.

## Филмови
- Барби и Крцко Орашчић
- Барби као Златокоса
- Барби у Лабудовом језеру
- Барби као принцеза и просјакиња
- Барби: Феритопија
- Барби: Магични пегаз
- Барби Феритопија: Сиренија
- Барби дневник
- Барби и 12 принцеза балерина
- Барби Феритопија: Чаролија дуге
- Барби као Острвска принцеза
- Барби: Мерипоза
- Барби и дијамантски дворац
- Барби у Божићној причи
- Барби: Палчица
- Барби и три мускетара
- Барби: Тајна морске дубине
- Барби: Бајка о моди
- Барби у свету вила
- Барби у школи за принцезе
- Барби: Савршен Божић
- Барби: Прича о сирени 2
- Барби: Принцеза и поп звезда
- Барби у розе ципелама
- Барби: Марипоса и кристални вилењаци
- Барби и њене сестре у причи о коњима
- Барби: Бисерна принцеза
- Барби и тајна врата
- Барби: Моћ принцезе
- Барби: Рокери и краљевићи
- Барби: Шпијунска дружина
- Барби и њене сестре у великој авантури са куцама
- Барби: Звездана пустоловина
- Барби и њене сестре у потери за куцама
- Барби: Херој видео игрице
- Барби: Магија делфина
- Барби: Принцезина авантура
- Барби и Челзи: Изгубљени рођендан
- Барби: Велики град, велики снови
- Барби: Моћ сирене